# Arti et Amicitiae

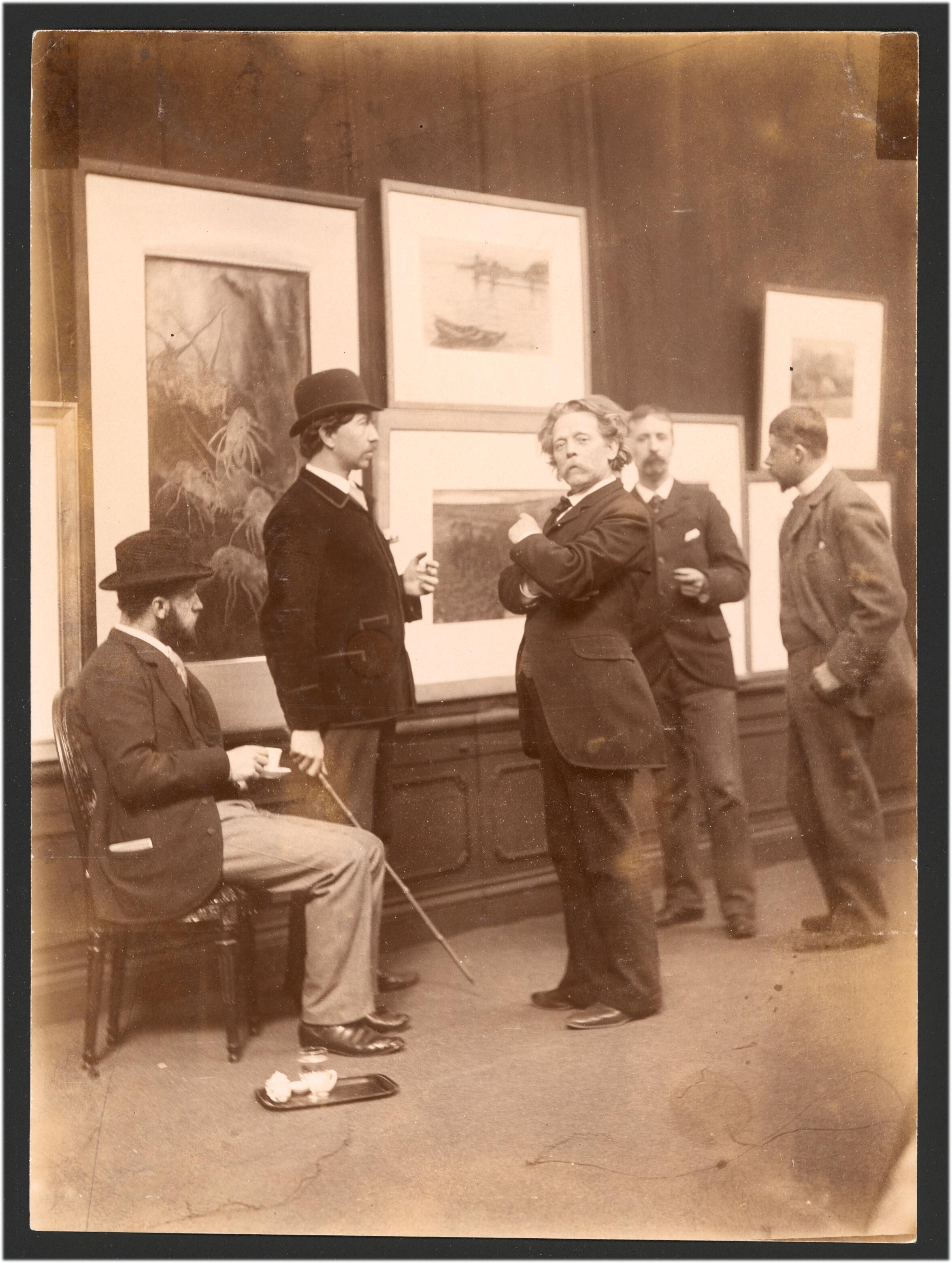
Preisgericht aus dem Jahre 1893: v. l. n. r. Geo Poggenbeek, Nicolaas Bastert, F.M. Heyl, Hein Kever und George Hendrik Breitner

Die Sozietät Arti et Amicitiae (lat.: „der Kunst und der Freundschaft“), auch kurz Arti genannt, nahm eine Schlüsselrolle in der niederländischen und im Besonderen in der Amsterdamer Kunstszene ein. Gegründet wurde sie 1839 und wirkt bis heute als Drehscheibe von Künstlern und Kunstinteressierten in der Metropole Amsterdam.

## Geschichte und Struktur

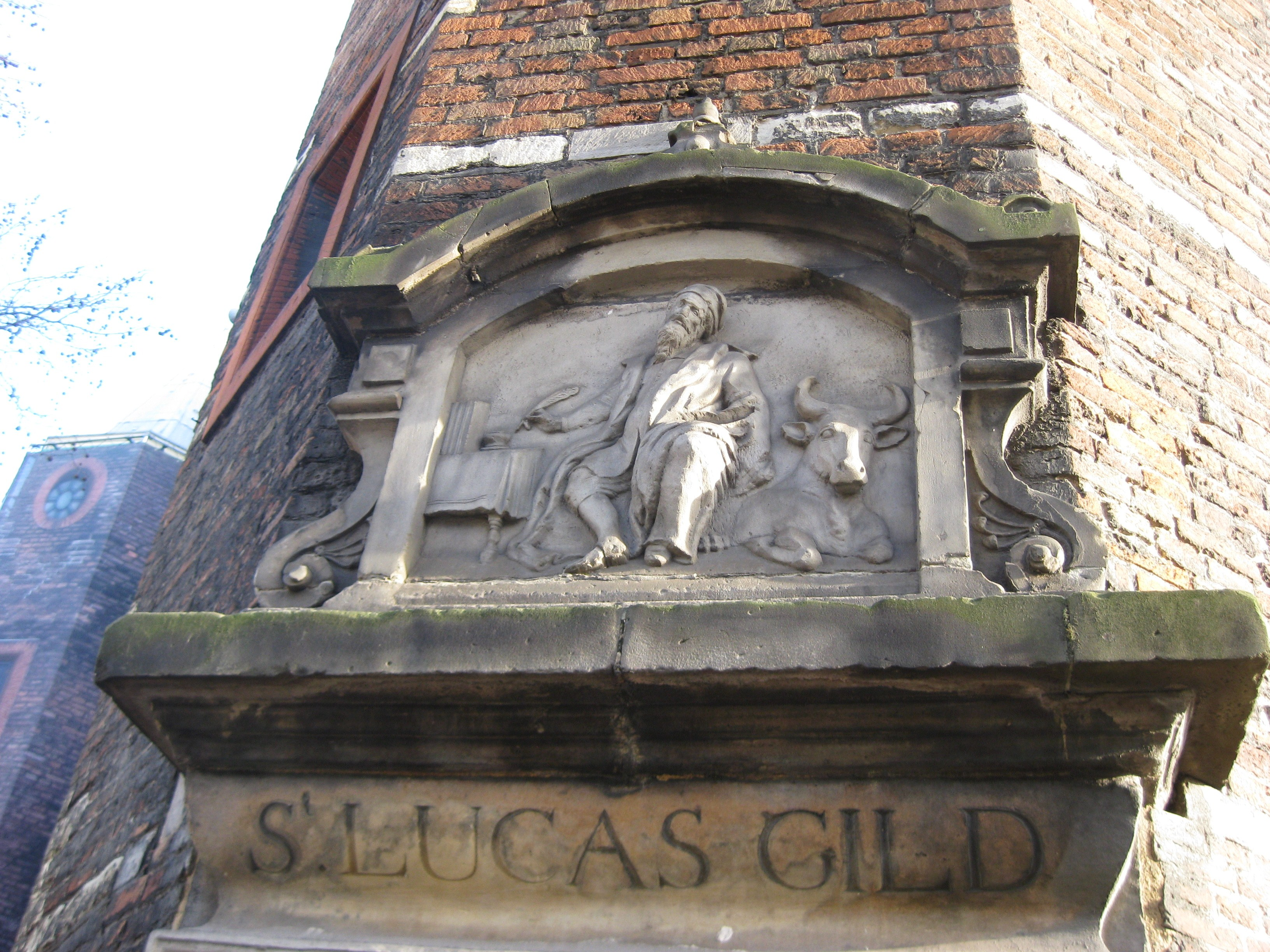
Gedenkstein der alten Sint-Lucasgilde an der Waag zu Amsterdam

Nachdem im Jahre 1791 in Delft in den Niederlanden die letzte Künstlergilde aufgelöst worden war, sann man längere Zeit darüber nach, wieder eine wirkungsvolle Ersatzvereinigung auf die Beine zu stellen, ähnlich dem Vorbild aus vergangenen Tagen.
Im Jahre 1839 wurde die Sociëtait Arti et Amicitiae gegründet. Ein Jahr später wurde aus der Versteigerung heraus das Gebäude „Grand Salon Dupond“, am Rokin 3 im Zentrum Amsterdams gelegen, erworben. Es sollte Heimat dieser jungen Gesellschaft werden. Das erklärte Ziel war es, das vornehme Publikum anzusprechen und ihr Interesse für die Kunst zu gewinnen. Zunächst hieß sie Arti et Amicitiae – Sociëtait – Sociétë des Beux Arts am Rokin 3. Heute nennt sie sich Maatschaapij Arti et Amicitiae, im Volksmund kurz Arti. Heute ist dem Haus die Nummer 112 zugewiesen.
Im Jahre 1841 wurde in der ersten Etage der neue Ausstellungsalon nach den Plänen von dem Baumeister Marinus Geradur Tétar van Elven geschaffen, der zugleich Professor und Direktor der Architekturabteilung an der Königlichen Akademie für bildende Künste in Amsterdam war.
Um diese Genossenschaft der schönen Künste gesellschaftlich aufzuwerten, trug man im Jahre 1841 dem damaligen König Willem II. die Ehrenmitgliedschaft an.
Von hoher Bedeutung waren die Abende, auch Kunstbetrachtung genannt. Kunstinteressierte und Sammler scharten sich um den Künstler, der wiederum Bilder und Lithographien zeigte. Erklärtes Ziel war es, das Interesse an der Kunst zu wecken, um dann endlich die wirtschaftliche Lage des Künstlers zu verbessern. Auch dies war vorbildlich und der damaligen Zeit weit voraus. Für die eigenen Künstler schuf man einen Witwen- und Waisenfonds. Dieser finanzierte sich aus einem Teil der Eintrittsgelder, dem Vertrieb der Ausstellungskataloge und den Mitgliedsbeiträgen der Ehrenmitglieder. Darüber hinaus wurden aus dem Fundus der Historischen Galerie schrittweise Verkäufe getätigt.

## Arti et Amicitiae – der Gegenpol

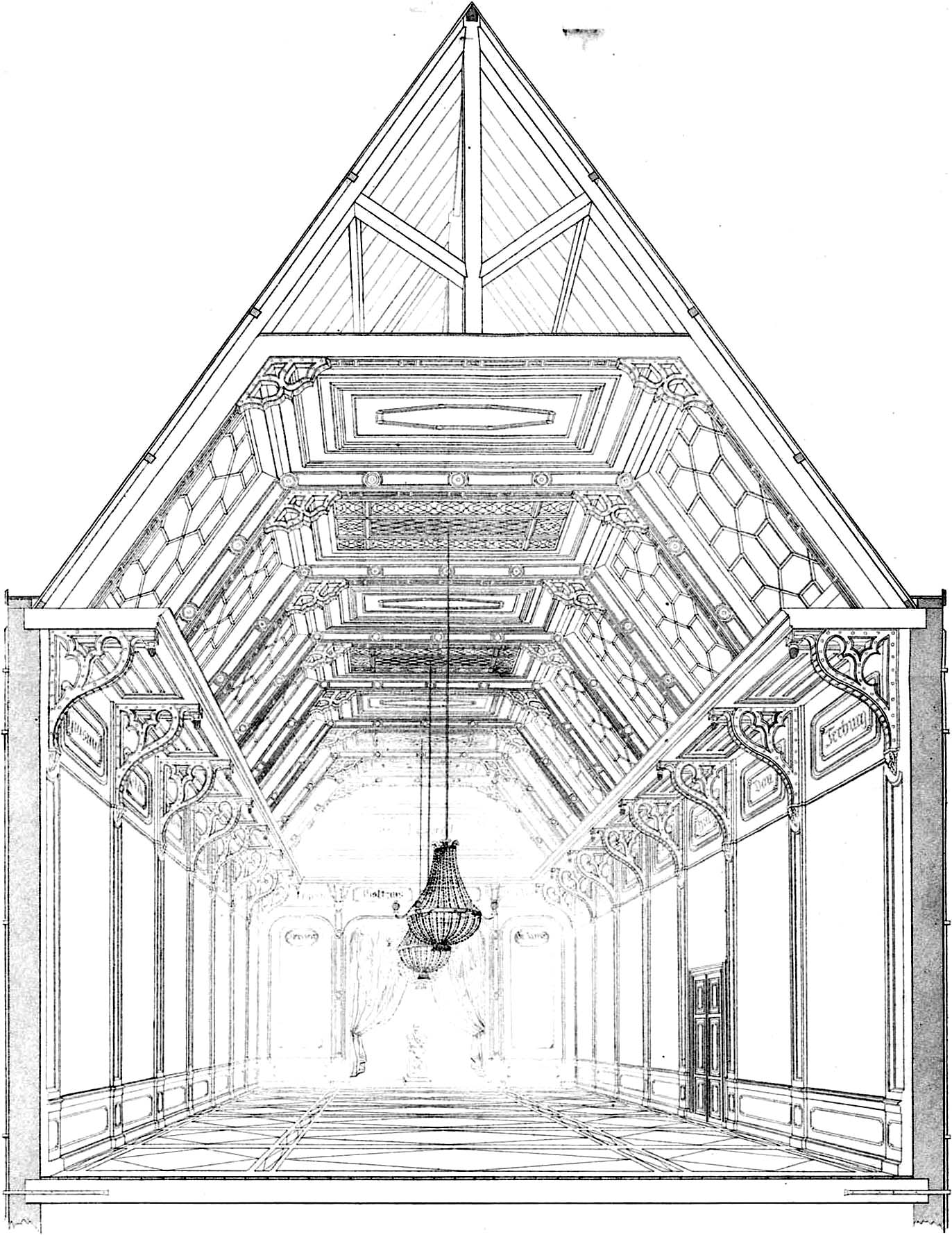
Arti et Amicitiae: Neuer Ausstellungsraum aus dem Jahre 1841 nach Plänen von dem Baumeister Marinus Geradur Tétar van Elven

Durch Napoleon ausgelöst wurde das Kunstgeschehen von den Landesherren aus betrieben und bestimmt. So gaben z. B. in der Kunstakademie von Delft Nichtkünstler die Kunstpolitik vor. – In den Reihen der Soziëteit zielte man darauf ab, eine wirksame Gegenbewegung zu schaffen. Ziel war immer die Souveränität der Gesellschaft, die bis heute beharrlich beibehalten wurde – die galt und gilt bis heute vor allem in finanzieller wie in kunstpolitischer Sicht. Zur Erhöhung der Popularität wurde ein Werbefeldzug für eine Statue für einen sehr wichtigen Sohn der Stadt – Rembrandt van Rijn in die Wege geleitet. Eines der Gründungsmitglieder von Arti et Amiticae, Louis Royer, schuf diese Statue und im Jahre 1852 wurde sie von König Wilhelm III. enthüllt.
Eines der Hauptanliegen war das Schaffen einer historischen Galerie mit 103 Werken aus Szenen der nationalen Geschichte.
Die 1841 erfolgte Aufstockung war insofern interessant, weil ein gläsernes Dach Tageslicht in den lang gestreckten Ausstellungsraum ließ. Baukonstruktiv war dies in der Dachfläche deshalb möglich, weil der noch recht junge Stahlbau das zwischen Fuß- und Mittelpfette durchlaufende Fensterband ermöglichte. Die Abschattungswirkung wurde über ein innen liegendes Kraggesims erreicht. Die vertikalen Ausstellungsflächen wurde über Pilaster unterteilt.
Bekannt sind vor allem die individuell ausgerichteten Ausstellungen von Künstlern aus der Mitgliedschaft sowie von Nichtmitgliedern wie u. a. von Marc Chagall, Vincent van Gogh und Max Liebermann.
Die Gesellschaft nennt heute etwa 550 Künstler und 1100 Förderer als Mitglieder ihr eigen.
Die sehr wertvolle und umfangreiche historische Bibliothek, die im Laufe der Geschichte dieser Vereinigung aufgebaut wurde, ist an das Van Gogh Museum zu Amsterdam abgegeben worden. Das historische Archiv wird weiterhin im Haus gepflegt.

## Baulichkeiten

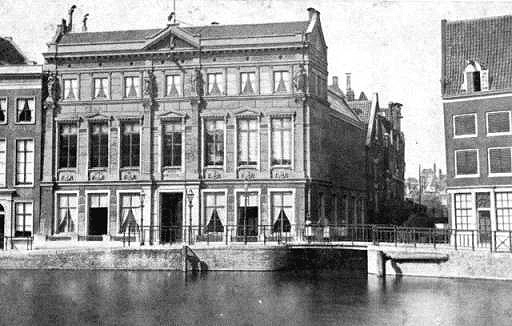
Das Haus der Sociëteit Arti et Amicitiae in der alten städtebaulichen Situation am Gracht

Die Räumlichkeiten an dem Rokin 3 sind bis heute beibehalten worden.
Das Doppelhaus zeichnet sich durch die verbauten gusseisernen Stützen aus. Das Glasdach sorgt für eine gleichmäßig Beleuchtung. Die neo-klassizistische Fassade wurde durch die vier Allegorien Bauen, Skulptur, Gravur und Malerei akzentuiert – sie stehen für die in dem Haus vereinten Kunstarten. Diese Skulpturen gehen auf Franz Stracké zurück. Darüber hinaus befinden sich im Giebel die Hand als Wahrzeichen und der Ochse, Schutzpatron der ehemaligen Künstlergilde von St. Lucas. Für den Innenbereich zeichnet sich der Baumeister Hendrikus Petrus Berlage aus. Hier sind Ausstellungsräume, Sitzungssäle und ein privater Clubraum geschaffen worden.
Im Jahre 1893/94 fand der erste Umbau statt. Der Haupteingang wurde zur Spui verlegt sowie Treppenhaus und Flur erneuert. Die Baumeister Berlage und Beys, beide Mitglieder dieser Künstlergenossenschaft, zeichneten für diese Baumaßnahme verantwortlich. In den Jahren 1962–1964 wurde der Baukörper grundlegend restauriert und modernisiert. Der Haupteingang wurde wieder an den Rokin verlegt. Die Ausstellungsräume wurden modernisiert. Die wertvollen Holzarbeiten der Innenräume und die Möbelarbeiten sind noch weitestgehend intakt. Im Jahre 2009 wurde das Nachbargebäude Nr. 114 erworben, um neue Räumlichkeiten zu integrieren.
In dem wertvollen Treppenhaus befindet sich eine Galerie der berühmtesten Maler der Niederlande. Es handelt sich um solche Namen wie Lizzy Ansingh, George Hendrik Breitner, Marius Bauer, Bernd Blommers, die Gebrüder Jacob Maris, Willem Maris und Matthijs Maris, Isaac Israëls, Jozef Israëls, Lourens Alma Tadema, Hendrik Willem Mesdag, Jan Sluijters, Jan Toorop, Johan Hendrik Weissenbruch, Willem Witsen, Coba Ritsema und Kees Marks.

## Willink van Collenprijs
Im Jahre 1878 hatte der Mäzen Wilhelm Ferdinand Willink van Collen in seinem Testament verfügt, einen Betrag in Höhe von 30.000 Gulden an die Sociëteit Arti et Amicitiae als Fonds zu überschreiben mit der Auflage, den niederländischen Künstlernachwuchs während ihrer Studienphase durch einen Preis zu fördern. Ab 1880 wurde der Willink van Collenprijs mit Unterbrechungen bis in das Jahr 1950 vergeben. Zunächst hatte man sich an der Preisstaffelung des Pariser Salon orientiert und nach Neuregelung ab 1890 nur noch einen 1. Preis vergeben, der in den Jahren 1897, 1909 und 1910 und 1917 allerdings mehrfach vergeben wurde. Dass in Amsterdam diese Idee der Künstlerförderung auf fruchtbarem Boden gefallen war, zeigt sowohl seine lange Laufzeit als auch der Erfolg und der Bekanntheitsgrad einer Reihe von Preisträgern bis in die heutige Zeit hinein.

## Preis der Sociëtait Arti et Amicitiae
Neben dem vorbennaten Förderpreis wurde von der Sociëtait noch ein eigener Preis für Künstler vergeben, der ebenfalls sehr begehrt war. Neben den jährlich ein Mal stattfindenden Kunstausstellungen und dem Willink van Collenprijs waren dies hier die einzigen Möglichkeiten für die jungen Künstler, um ihren Namen und ihre Kunst bekannt werden zu lassen.

## Wichtige Künstler als Mitglieder im 19. Jahrhundert
- Lawrence Alma-Tadema (1836–1912)
- Lizzy Ansingh (1875–1959)[12]
- Bernadus Apps (1865–1938)

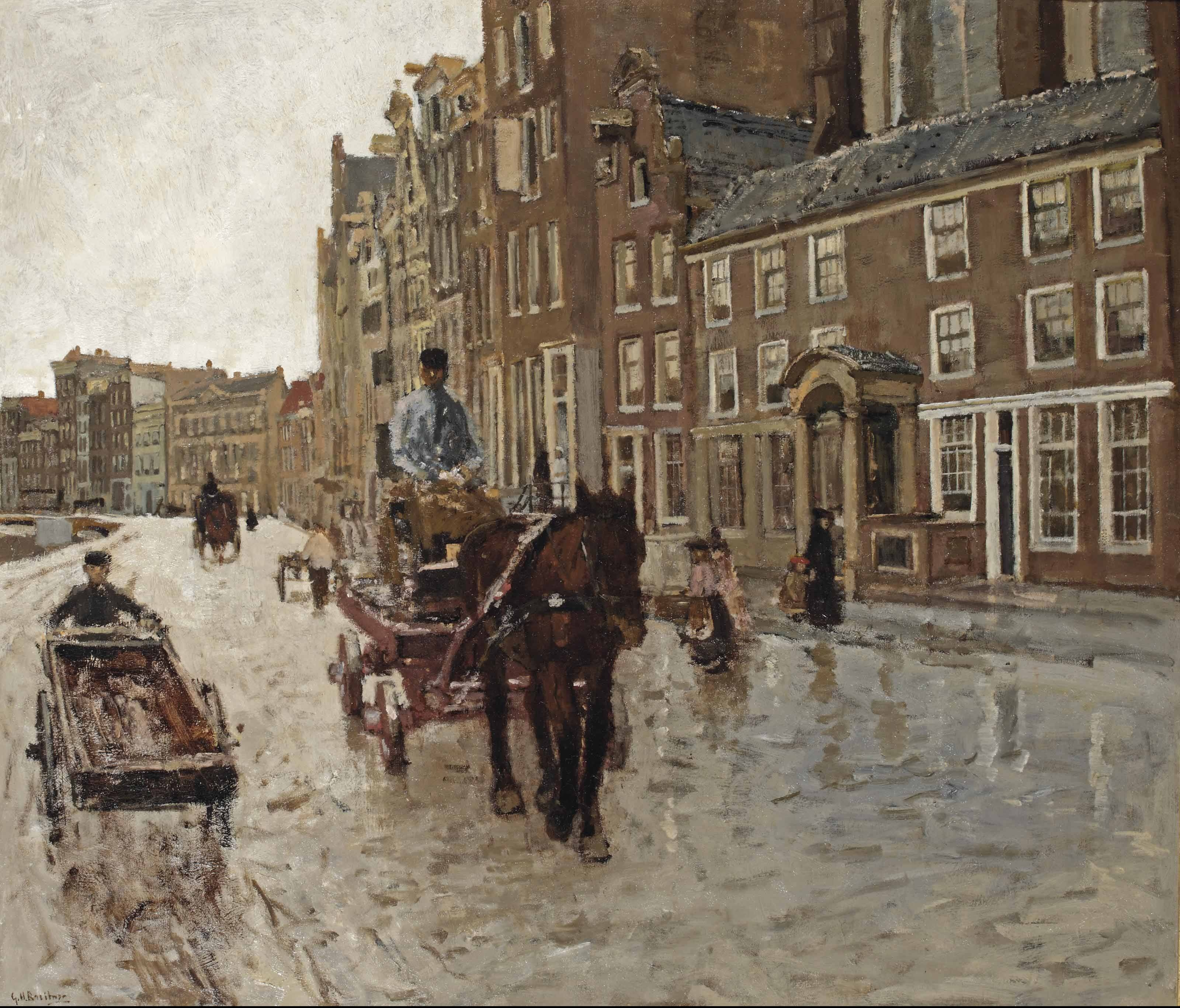
George Hendrik Breitner: Rokin mt der Nieuwezijdskapelle, Amsterdam

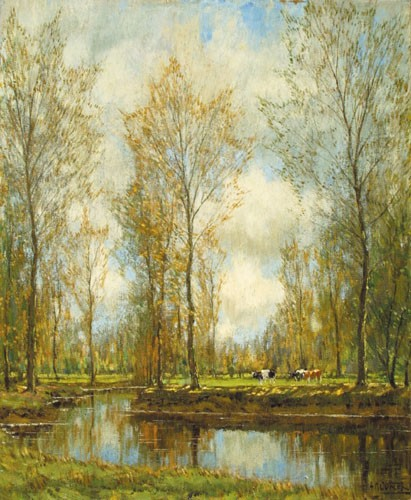
A.M. Gorter: Weidende Kühe am Bach Vordense

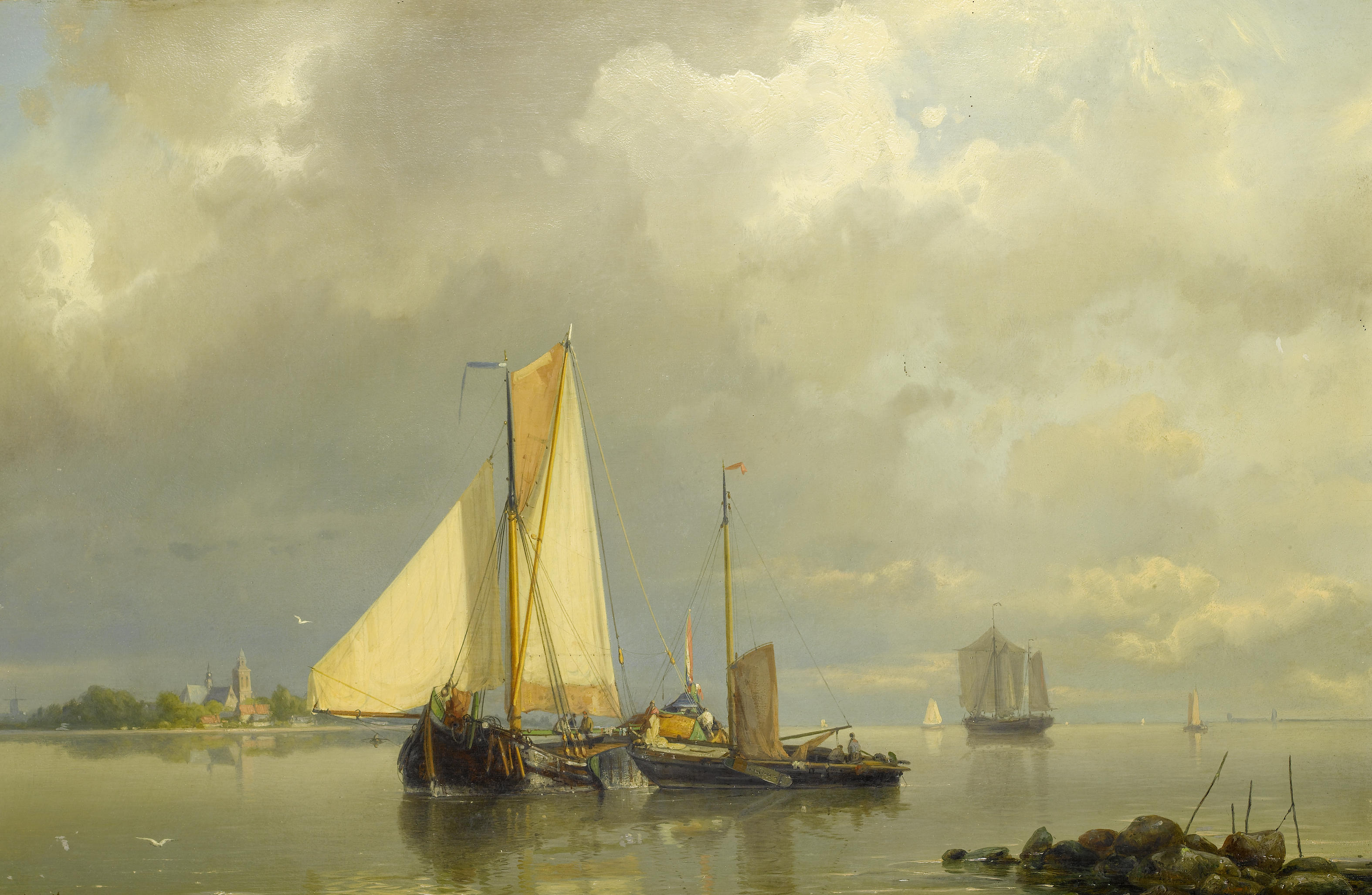
Johannes Hermanus Barend Koekkoek: Niederländische Lastkähne auf Frachtfahrt während Flaute in der Flussmündung (1860)

- Elisabeth Adriani-Hovy (1873–1957)
- Bernardus Antonie van Beek (1875–1941)
- Franciscus Hermanus Bach (1865–1956)
- Constantia Arnolda Balwé (1863–1954)
- Marius Bauer (1867–1932)
- Ludolph Berkemeier (1864–1931)
- Bernard Blommers (1845–1914)
- Cornelius de Brain (1870–1940)
- George Hendrik Breitner (1857–1923)
- Jacobus Ludvicus Cornet (1815–1882)
- Carel Lodewijk Dake der Ältere (1857–1918)
- Franz Deutmann (1867–1915)
- Jan Dunselman (1863–1931)
- Adrianus Eversen (1818–1897)
- Arnold Marc Gorter (1866–1933)
- Salomon Garf (1879–1943)
- Jan Grégoire (1887–1960)
- Petrus Franciscus Greive (1811–1872)
- Sophie Jacoba Wilhelmina Grothe (1852–1926)
- Hendrik Johannes Haverman (1857–1928)
- Bartholomeus Johannes van Hove (1790–1880)
- Johannes Frederik Hulk (1829–1911)
- John Frederik Hulk (1855–1913)
- Isaac Israëls (1865–1934)
- Jozef Israëls (1824–1911)
- Kasparus Karsen (1810–1896)
- Johannes Hermanus Barend Koekkoek (1840–1912)
- Klaas Koster (1885–1969)
- Marinus van der Maarel (1857–1921)
- Jacob Maris (1837–1899)
- Matthijs Maris (1839–1917)
- Willem Maris (1844–1910)
- Hendrik Willem Mesdag (1831–1915)
- Willem Carel Nakken (1835–1926)
- Marie van Regteren Altena (1868–1958)[12]
- Coba Ritsema (1876–1961)
- Suze Robertson (1855–1922)[12]
- Louis Royer (1793–1868)
- Geraldine van de Sande Bakhuyzen (1827–1895)
- Lion Schulman (1851–1943)
- Johann Georg Schwartze (1814–1874)
- Jan Sluijters (1881–1957)
- Jan Willem Sluiter (1873–1949)
- Pauline Suij (1863–1949)
- Jacoba Surie (1879–1970)[12]
- Jan Toorop (1858–1928)
- Marie Wandscheer (1856–1936)
- Dorothea Arnoldine von Weiler (1864–1956)
- Johan Hendrik Weissenbruch (1824–1903)
- Betsy Westendorp-Osieck (1880–1968)[12]
- Jan Hillebrand Wijsmuller (1855–1925)
- Ernst Witkamp (1854–1897)
- Willem Witsen (1860–1923)
- Elsa Woutersen-van Doesburgh
- Agatha Zethraeus (1872–1966)

## Künstler aus der Mitgliedschaft als Preisträger

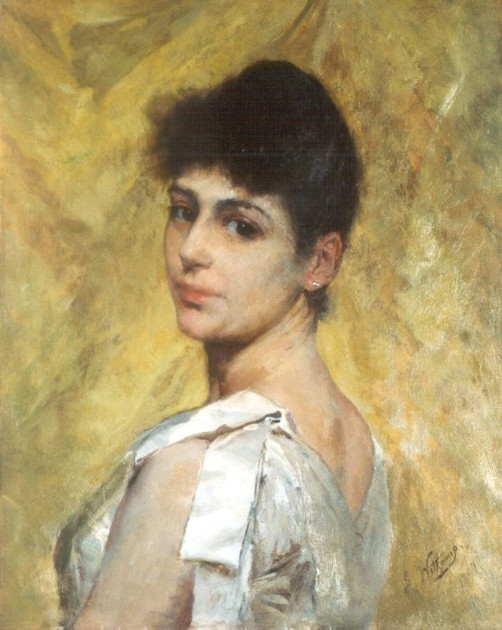
Ernst Witkamp: Studie einer jungen Frau

- Ernst Witkamp – belegte den 2. Platz des Willink van Collenprijs in 1881.
- Ernst Witkamp – belegte den 1. Platz des Willink van Collenprijs in 1882.
- Jan Hillebrand Wijsmuller – belegte den 1. Platz des Willink van Collenprijs in 1883.
- Willem Witsen – belegte den 2. Platz des Willink van Collenprijs in 1885.
- Else Woutersen van Doesburgh – belegte den 1. Platz des Willink van Collenprijs in 1910

## Nichtmitglieder als Preisträger
- Eduard Frankfort – erhielt als Nichtmitglied eine Goldmedaille der Sociëteit im Jahre 1905.